# Весьегонск (станция)
Весьего́нск — железнодорожная станция Октябрьской железной дороги, расположенная в одноимённом городе, конечная точка 42-километровой тупиковой железнодорожной ветки Овинище I — Весьегонск и всего исторического Савёловского направления (по установленному километражу) в целом.

## История
Станция была построена в 1919 году в ходе строительства сквозной железнодорожной линии Овинище — Весьегонск — Суда, объявленной военно-срочной. Строительство линии началось в 1916—1917 годах, было прервано после революции, а с сентября 1918 продолжилось при большевиках и велось по февраль 1920 года. Был возведён деревянный мост через Мологу, было техническое движение поездов. Однако в феврале 1920 года Совет народных комиссаров РСФСР под руководством В. И. Ленина распорядился перебросить строителей на строительство другой железной дороги. Участок Весьегонск — Суда был закрыт, а станция Весьегонск стала тупиковой, была построена как промежуточная.
До середины 2000-х оставалась реальная угроза закрытия железнодорожной линии на Весьегонск, по некоторым оценкам закрытие железнодорожного сообщения с Весьегонском сделало бы нерентабельным местный маслосырзавод, создало бы затруднения с перевозками пассажиров и доставкой топлива. В 2006 году по результатам договорённости администрации Тверской области с Московским отделением Октябрьской железной дороги малодеятельную линию на Весьегонск решили не закрывать.

## Инфраструктура
Здание вокзала
До 1997 года вокзал находился в деревянном одноэтажном здании. В марте 1997 года здание сгорело при пожаре. С тех пор билетная касса расположена в здании управления станцией. В 2011 году  администрация Весьегонского района определила участок на Привокзальной площади для строительства нового здания для автомобильной и железнодорожной кассы. Строительство планировали начать в 2012 году с привлечением средств частного инвестора (компании-автоперевозчика).

## Пассажирские перевозки

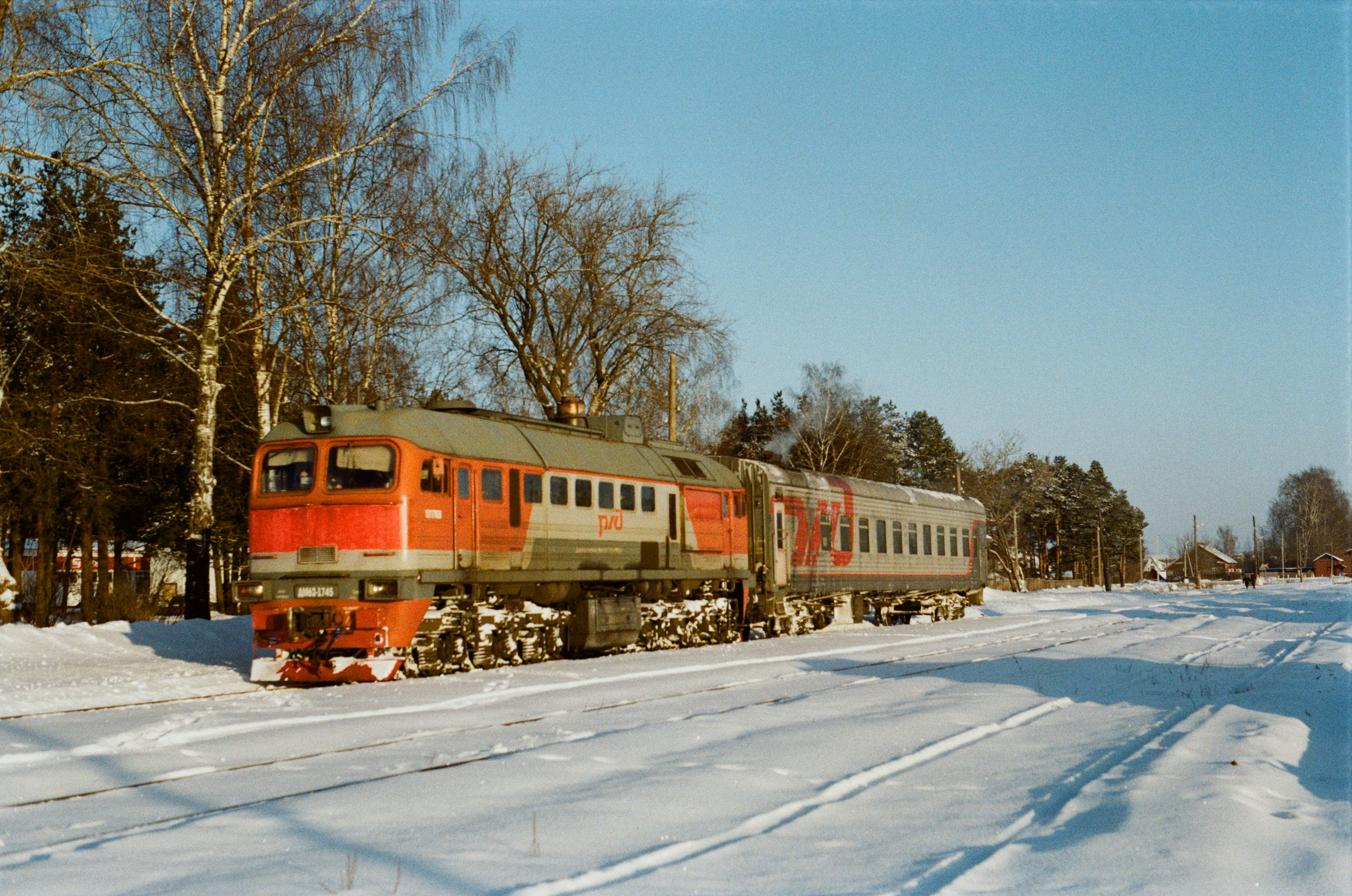
Поезд с одним вагоном на станции «Весьегонск», декабрь 2020

Согласно расписанию движения поездов, на станцию раз в сутки приходит пассажирский поезд Сонково — Весьегонск, по состоянию на начало 2011 года этот поезд прибывает на станцию около 11 часов утра и отправляется обратно в районе 14 часов дня;. Вместе с поездом в отдельные дни следовал поезд прицепные вагоны до Москвы (через Сонково — Савёлово) и Санкт-Петербурга (через Сонково — Бологое). Весной 2012 года в РЖД отменили прямое сообщение Весьегонска с двумя крупнейшими городами страны.
С 2012 года ходит только поезд с одним вагоном по маршруту Весьегонск-Сонково. По состоянию на 2024 год движение осуществляется дважды в неделю — по четвергам и воскресеньям.